# 田中成也
田中 成也（たなか せいや、1991年8月24日 - ）は、新潟県出身のバスケットボール選手である。ポジションはシューティングガード。

## 来歴
父親はドイツ人、母親は日本人。
新発田市立本丸中学校では、2006年中学3年時に全国中学校バスケットボール大会3位の原動力となった。新潟市立高志高等学校時代の2009年高校3年時の地元開催トキめき新潟国体新潟県代表メンバー。
2010年、明治大学へ進学、明治大学ピラニアギャングスに所属する。2013年大学4年時に評価を上げ、同年のインカレ準優勝に貢献した。
2014年、広島ドラゴンフライズに入団。この年から新規参入した広島は将来を見据えて大卒選手を多く獲得しており、柳川龍之介・坂田央・北川弘・岡崎修司が同期入団となった。

## 記録
| シーズン    | チーム | GP | GS | MPG  | FG%  | 3P%  | FT%  | RPG | APG | SPG | BPG | TO  | PPG |
| ----------- | ------ | -- | -- | ---- | ---- | ---- | ---- | --- | --- | --- | --- | --- | --- |
| NBL 2014-15 | 広島   | 54 |    | 16.8 | .297 | .308 | .917 | 0.9 | 0.7 | 0.2 | 0.0 | 0.8 | 4.1 |
| NBL 2015-16 | 広島   |    |    |      |      |      |      |     |     |     |     |     |     |
| B2 2016-17  | 広島   |    |    |      |      |      |      |     |     |     |     |     |     |